# (3820) Sauval
(3820) Sauval est un astéroïde de la ceinture principale.

## Description
(3820) Sauval est un astéroïde de la ceinture principale. Il fut découvert le 25 février 1984 à La Silla par Henri Debehogne. Il présente une orbite caractérisée par un demi-grand axe de 3,01 UA, une excentricité de 0,11 et une inclinaison de 9,6° par rapport à l'écliptique.

## Compléments